# Loi Roudy du 31 décembre 1982 pour l'IVG
Pour les articles homonymes, voir Loi Roudy.
 (juillet 2012).
Lire en ligne

Lire en ligne sur Légifrance

Décret n° 2013-248 du 25 mars 2013 (remboursement à 100% de l'IVG),,
La loi no 83-1172 du 31 décembre 1982 relative à la couverture des frais afférents à l'interruption volontaire de grossesse non thérapeutique et aux modalités de financement de cette mesure, dite loi Roudy pour l'IVG, est une loi française lancée par Yvette Roudy, ministre des droits de la femme de 1981 à 1986, adoptée après déclaration d'urgence.

## Historique
L'interruption volontaire de grossesse (IVG) est légalisée en France par la loi Veil en 1975, mais la loi ne prévoit pas sa gratuité. En 1980, le remboursement de l'IVG coûte 1 889 148 euros (12 392 050 francs), dont 1 euro à l’État, 1 euro aux départements et 20 euros aux communes. 
Après l'élection présidentielle française de 1981, remportée par François Mitterrand, le Premier ministre Pierre Mauroy nomme Yvette Roudy ministre des Droits de la femme. Celle-ci élabore un projet de loi prévoyant le remboursement de l'IVG par la Sécurité sociale. 
En janvier 1982, un rapport remis au ministère des droits de la femme dénonce l'inégalité de l'implantation géographique des centres de planification et des centres I.V.G.
Le 3 juillet 1982, des militants anti-avortements forment l'association Choisir la vie pour s'opposer à la loi en préparation. Le président de la République François Mitterrand déclare alors l'urgence législative pour ce projet de loi.
En septembre 1982, un sondage affirme qu'à la question : « Êtes-vous favorable ou opposé à ce que l'IVG soit remboursée par la sécurité sociale », 58 % des personnes interrogées et 71 % des femmes en âge de procréer interrogées se déclarent favorables[réf. nécessaire].
Le 10 décembre 1982, Éliane Provost, médecin du travail et mère de six enfants, rapporte le projet de loi d'Yvette Roudy à l'Assemblée nationale bien plus vide que la tribune publique.
Le débat est houleux comme l'attestent les nombreuses interruptions. Comme souvent à l'occasion des discussions sur l'IVG, il oppose, d'une part, ceux qui craignent une banalisation de l'avortement ou encore une remise en cause de la structure familiale, et, d'autre part, ceux qui cherchent à régler un problème de santé publique et à promouvoir le droit des femmes.
Ainsi, lors des débats du 10 décembre, Jean Foyer, adversaire de l'IVG, posa sa question dans laquelle il dira que « pour la quatrième fois, un gouvernement aura choisi l'approche du temps de Noël
(Protestations sur les bancs des socialistes et des communistes) pour solliciter le Parlement d'édicter ou d'aggraver dans ses conséquences une législation de mort. (Exclamations sur les mêmes bancs.)
À chaque fois, une nouvelle étape a été franchie dans les lois, les mentalités et, finalement, dans les mœurs. De la dépénalisation, on est passé à la légalisation, de la légalisation à la banalisation, de la banalisation au remboursement, et se dessine déjà une nouvelle évolution qu'un éminent professeur [NDLR Monsaingeon] a dénoncée il y a quelques mois et qui conduit à l'avortement obligatoire. (Vives exclamations des socialistes et des communistes.) ».
Claude Évin, pour le Parti socialiste, lui répond : « Monsieur Foyer, l’outrance de vos propos ne permet pas de clarifier le débat. Je ne suis même pas persuadé qu'elle soit digne de celui que vous voudriez susciter dans notre assemblée et dans le pays. Je laisse juges les femmes qui sont en situation de détresse et qui n'ont d'autre solution que de s'adresser à un mouvement associatif et à des militantes qui les aident depuis bien plus de dix ans, contrairement à ce que vous avez dit, et d'aller à l'étranger, car les hôpitaux publics ne peuvent pas les recevoir. Il ne s'agit nullement de développer des « avortoirs publics », mais il faut bien reconnaître que les lois de 1975 et de 1979 se heurtent à des difficultés d'application dans le secteur public. C'est tout à l'honneur de la gauche de vouloir au contraire développer le service public. (Applaudissements sur les bancs des socialistes et des communistes.) »
Le projet fut adopté par les députés après que Mme Roudy eut répondu, à son tour, à la demande de question préalable posée par M. Foyer – ce dernier retirant finalement sa question pour ne pas gêner certains membres de la majorité. La ministre avait en effet précisé : « Une femme qui a décidé de ne pas aller jusqu'au bout de sa grossesse y mettra fin de toute façon et il dépend à cet instant beaucoup de nous que cela se fasse dans les meilleures ou les pires conditions, avec de bonnes garanties d'hygiène et de sécurité ou dans l'improvisation, la détresse et la solitude qui accompagnent la clandestinité des plus défavorisées. »
Lors de ce vote à l'Assemblée, les groupes PS et PCF votent pour à l'unanimité. Les groupes RPR et UDF votent très largement contre. Parmi les personnalités de droite repoussant ce texte, se trouvent les ténors de l'époque – Raymond Barre, Jacques Chirac, Alain Peyrefitte – mais aussi les jeunes députés qui, à l'époque, mènent la bataille parlementaire contre les réformes souhaitées par la gauche, notamment Michel Barnier, François Fillon, Jean-Claude Gaudin, Alain Madelin, Charles Millon, Michel Noir, Philippe Séguin, Jacques Toubon.
Le projet de loi est présenté au Sénat par Robert Schwint. Après l'audition d'Yvette Roudy, le Sénat rejette le projet le 17 décembre 1982.
L'argumentation en faveur du projet de loi pour le remboursement par la Sécurité sociale de l'IVG était que l'information sur la contraception est insuffisante, le remboursement est quasi généralisé à l'étranger, le remboursement répond à une demande potentielle et exprimée, les actes remboursés seront « moralisés » et que l'anonymat sera respecté[réf. nécessaire].
Une commission mixte paritaire présidée par Robert Schwint est alors nommée pour proposer un texte sur les dispositions restant en discussion du projet de loi. Ses participants titulaires sont les députés Éliane Provost, Jacques Becq, Claude Évin, Marie-France Lecuir, Francisque Perrut, Muguette Jacquaint et Hélène Missoffe, et les sénateurs Robert Schwint, Jean Chérioux, Marie-Claude Beaudeau, André Bohl, Henri Collette, Jean Madelain et Pierre Louvot.
La commission se réunit mais ne parvient pas à trouver un accord (Rapport no 158).
Le 18 décembre 1982, le projet modifié par Éliane Provost est adopté par l'Assemblée nationale, mais rejeté une deuxième fois par le Sénat. 
Le 20 décembre 1982, le projet à nouveau modifié fut encore adopté par l'Assemblée nationale, mais n'est pas discuté au Sénat. 
Le président de la république François Mitterrand ayant déclaré l'urgence, il promulgue la loi le vendredi 31 décembre 1982 et la loi est publiée au Journal officiel le 1er janvier 1983.
À partir de ce jour, l'IVG fut remboursée jusqu'à l'abrogation de la loi en 1987[réf. nécessaire]. Il faudra attendre 2012 pour que l'assurance-maladie prend en charge 100% du cout de l'IVG et 2016 pour que l'intégralité des frais concernant l'IVG soient remboursés.